# 속보
속보(速報, Breaking News)는 중대한 사건, 사고, 재해 등의 상황이 발생했을 때, 텔레비전 및 라디오와 같은 방송 매체에서 우선적으로 보도하는 뉴스 기사를 의미한다. 빠르게 전달하려는 특성 때문에 속보의 초기 단계에서는 일반적으로 당시 알 수 있는 제한된 정보만이 제공될 수 있다.

## 속보 사유
- 재난 및 전염병과 같은 참사
- 국가원수 (취임식·계엄령·탄핵·서거[2])
- 위급 및 민방위 경고
- 기타

## 같이 보기
- 응급
- 특종
- 저널리즘